# Istmul Perekop

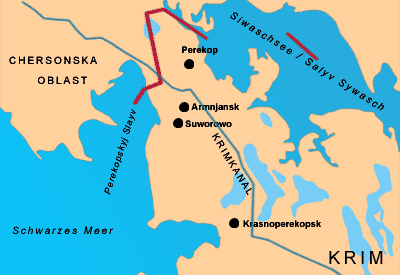
Harta Istmului Perekop.

Istmul Perekop (ucraineană: перешийок Перекопський; transliterare Perekops'kyy pereshyyok;) este o fâșie îngustă de 5-7 km lățime de teren care leagă Peninsula Crimeea de Ucraina. Istmul este situat intre Marea Neagră la vest și Marea Azov la est. Istmul a preluat numele de la cetatea tătară din Perekop.

## Geografia
Frontiera dintre Republica Crimeea și Regiunea Herson trece prin partea de nord a istmului. Orașele din Perekop, Armiansk, Suvorovo și Krasnoperekopsk sunt situate pe istm și pe Canalul Crimeii de Nord care asigura alimentarea cu apă de la râul Nipru.

### Resurse
La sud de Perekop, există bogate minereuri de sare, care încă sunt foarte importante din punct de vedere comercial pentru regiune.

## Istoria
Valoarea strategică și comercială a acestei zone, împreună cu valoarea strategică de a fi poarta spre Crimeea, a făcut din istm locul unor lupte deosebit de acerbe. Atât grecii antici și tătarii din Crimeea au fortificat zona, iar în secolul al XV-lea zona a fost o colonie maritimă a Republicii din Genova. În 1783 zona a devenit o parte din Rusia, în 1954, împreună cu Crimeea a fost transferată la Republica Sovietică Ucraineană. Din acel moment ea a rămas teritoriu ucrainean.
În noiembrie 1920, în timpul războiului civil, o luptă s-a dat aici între Armata Roșie și trupele "albe" ale baronului "Vranghel", care controla încă Crimeea.  Armata Roșie s-a dovedit victorioasă, dar 140 de mii de civili au fugit peste Marea Neagră, la Istanbul.  Acest eveniment istoric a fost ecranizat într-un film din 1968: Doi camarazi serveau.
În Al Doilea Război Mondial, forțele combinate ale trupelor germane și române sub comanda lui Erich von Manstein au intrat în Crimeea prin Istmul Perekop. Bătălia de la istm a durat cinci zile de la 24 septembrie 1941, înainte ca istmul să fie asigurat de către forțele Axei. La 18 octombrie 1941, forțele Axei au avansat în continuare în Crimeea, ducând la bătălia de la Sevastopol. La 9 mai 1944, Armata Roșie a recâștigat controlul asupra Crimeii.